# Sư Tử Sơn
Sư Tử Sơn (chữ Hán giản thể: 狮子山区, âm Hán Việt: Sư Tử Sơn khu) là một quận cũ của địa cấp thị Đồng Lăng, tỉnh An Huy, Cộng hòa Nhân dân Trung Hoa. Quận Sư Tử Sơn có diện tích 53 km², dân số 70.000 người, mã số bưu chính 244031. Quận Sư Tử Sơn được chia thành 4 nhai đạo: Sư Tử Sơn, Tân Miếu, Phượng Hoàng Sơn, Phàn San và 1 trấn Đông Giao. Tháng 10 năm 2015, Quốc vụ viện Trung Quốc phê chuẩn thiết lập khu Đồng Quan trên cơ sở sáp nhập khu Đồng Quan Sơn và khu Sư Tử Sơn.